# Adobe PageMaker
Adobe PageMaker（アドビ・ページメーカー）とは、かつてアドビシステムズ（現アドビ）の開発・販売していたDTPソフト。当初はアルダスによって開発されたが、バージョン5当時にアドビシステムズによってアルダスごと買収された。
最終バージョンは7.0.2（2001年11月リリース）。

## 来歴
1985年に最初のバージョンが発表され、当時唯一のWYSIWYG環境であったMacintoshによるDTPという市場を切り拓いた。DTPという概念自体、このアプリケーションを世に問うために、アルダス社社長ポール・ブレイナードが考案したものである。

## 特徴
ボックスを使わずに、紙面上の任意の場所に文字や画像を配置することができるなど、直感的な操作性を特徴とする。また、パソコンによるDTPソフトとしてはかなり初期の段階でカラー対応を果たしている。
1999年にアドビシステムズではアルダスが開発していたInDesignを継続開発し、QuarkXPressに対抗するDTPソフトとして販売を始めた。同社によると、デザイン要素の強いレイアウトワークにはInDesignを、ビジネスドキュメントにはPageMakerを、大量のマニュアルなどにはFrameMakerを、というように分類していたが、PageMakerからInDesignへの移行を推進し、2005年にはアドビストアでは PageMaker 7からInDesign CS2へのアップグレード版が販売された（InDesign CS2ではPageMaker 6.0以降のファイルを変換できる）。

## 歴史
- 1985年 - PageMaker 1.0リリース。
- 1989年 - PageMaker 3.0Jリリース[7]。
- 1994年 - PageMaker 5.0Jリリース。
- 1996年 - PageMaker 6.0Jリリース[8]。
- 1997年 - PageMaker 6.5Jリリース[9]。
- 2001年 - PageMaker 7.0 日本語版リリース[10]。